# Passage Legendre
Le passage Legendre est une voie située dans le quartier des Épinettes du 17e arrondissement de Paris.

## Situation et accès
Il est situé dans le quartier où ont été groupés des noms de savants.
Le passage Legendre est desservi par la ligne 13 à la station Guy Môquet.

## Origine du nom

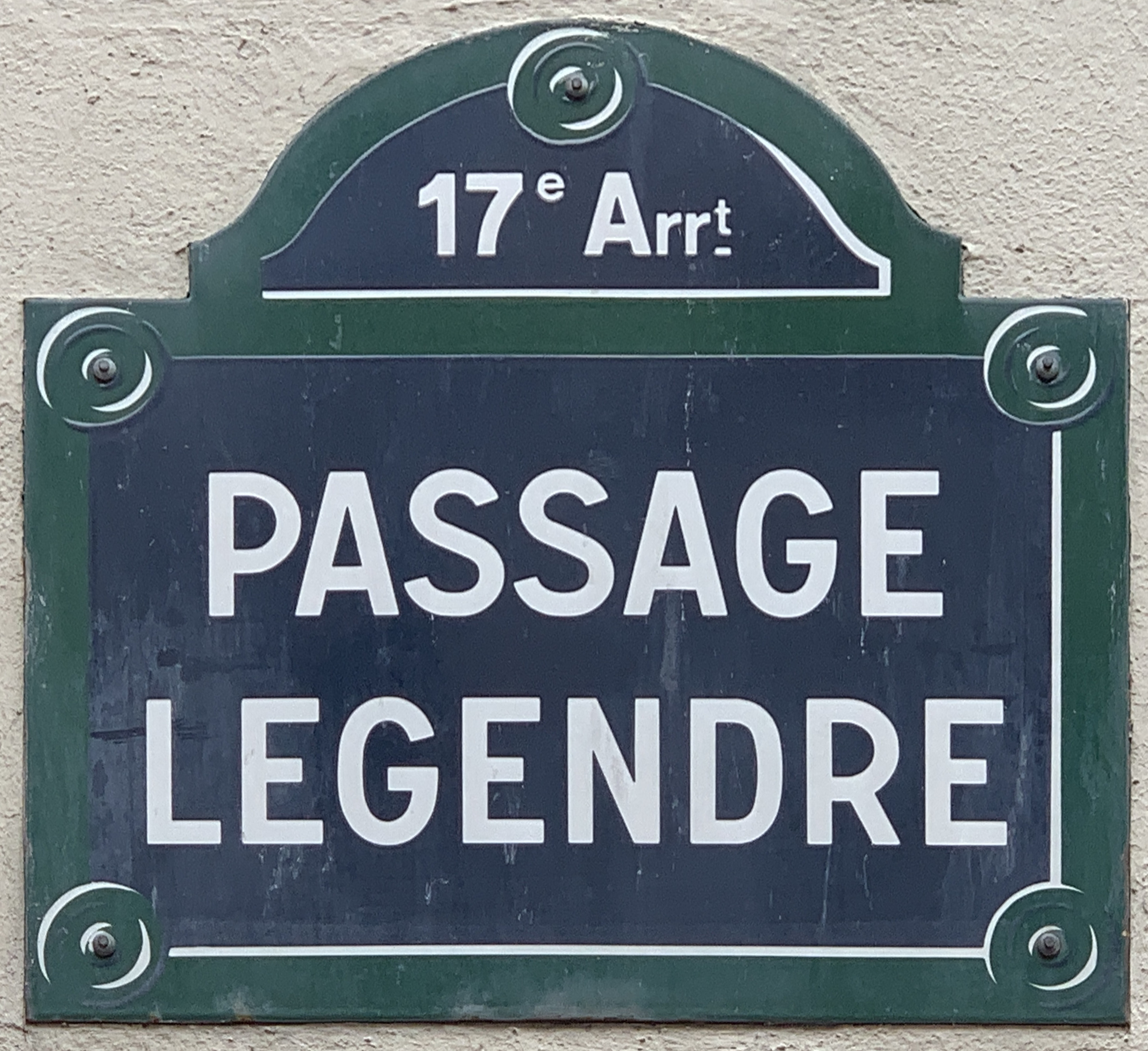
Plaque du passage.

Il porte le nom du mathématicien Adrien-Marie Legendre (1752-1833) en raison de sa proximité avec la rue éponyme.

## Historique
Ancien « passage Saint-Paul », il tient sa dénomination actuelle depuis un arrêté du 1er février 1877. 
En 1931, sa portion située entre la rue Legendre et la rue Guy-Môquet est renommée « rue du Capitaine-Lagache ».